# Crurotarsi
De Crurotarsi zijn een groep reptielen behorend tot de Archosauria.
De cladenaam werd voor het eerst gebruikt door Paul Sereno in 1990 en gedefinieerd als de groep bestaande uit de Ornithosuchidae, Parasuchia, Aetosauria, Rauisuchia, Crocodylomorpha en "Alle uitgestorven afstammelingen die het nauwst verwant waren aan deze groepen". Bedoeld werd natuurlijk: "Alle soorten nauwer verwant aan deze groepen dan aan de aan deze groepen nauwst verwante soort die niet uitgestorven is", maar dat stond er niet en zo kreeg de definitie een inhoud die niet bedoeld was. De naam verwijst naar het "crurotarsale" enkelgewricht met een draaipunt tussen hielbeen en kuitbeen.
In 1991 probeerde Sereno het opnieuw met: Parasuchia, Ornithosuchidae, Prestosuchus en de Suchia en hun laatste gemeenschappelijke voorouder. Deze definitie lijkt wat normaler maar in feite was het weer een mislukking want hij had eigenlijk een stamclade willen maken door de vorige definitie te verbeteren. De naam sloeg echter aan want in 1993 kwam Parrish met zijn eigen definitie: Ornithosuchidae, Crocodylotarsi en alle afstammelingen van hun laatste gemeenschappelijke voorouder. In 1997 veranderde hij de verankerende groepen naar Phytosauria en Crocodilia. In 2004 kwam Benton met: Phytosauria, Ornithosuchidae, Prestosuchus en de Suchia en alle afstammelingen van hun laatste gemeenschappelijke voorouder.
Alle bovenstaande definities waren nodusclades, die dus een indeling gaven vanaf een bepaalde gemeenschappelijke voorouder en daarmee niet geschikt waren Archosauria strikt onder te verdelen omdat er altijd basale archosauriërs zich voor de voorouder zouden kunnen bevinden. In 2005 voerde Sereno dan ook alsnog zijn oorspronkelijke intentie uit en definieerde een stamclade: alle soorten nauwer verwant aan de nijlkrokodil Crocodylus niloticus dan aan de huismus Passer domesticus.
Crurotarsi is een synoniem van Pseudosuchia onder sommige definities en de noduscladedefinities zijn een synoniem van Crocodylotarsi. Pseudosuchia, "onechte krokodillen", zou echter een hoogst ongelukkige naam zijn voor een groep die juist wél de krokodillen omvat en is ook veel bekender als de oude parafyletische orde.
Crurotarsi is een concept dat vooral het inzicht tot uitdrukking wil brengen dat de Ornithosuchidae niet nauw aan de Dinosauria verwant zijn.

## Cladogram
Een mogelijk cladogram, ofwel fylogenetische stamboom, van Crurotarsi is het volgende:
| - Crurotarsi - ?Doswellia - ?Tarjadia - ?Parringtonia - ?Ctenosauriscidae - Crocodylotarsi - Ornithosuchidae - Phytosauria - Suchia - Prestosuchidae - ?Turfanosuchus - Rauisuchiformes - ?Revueltosaurus - Aetosauria - Rauisuchia - Rauisuchidae - Paracrocodylomorpha - Gracilisuchus - Poposauridae - Bathyotica - Erpetosuchus - Crocodylomorpha |